# Палатинська бібліотека

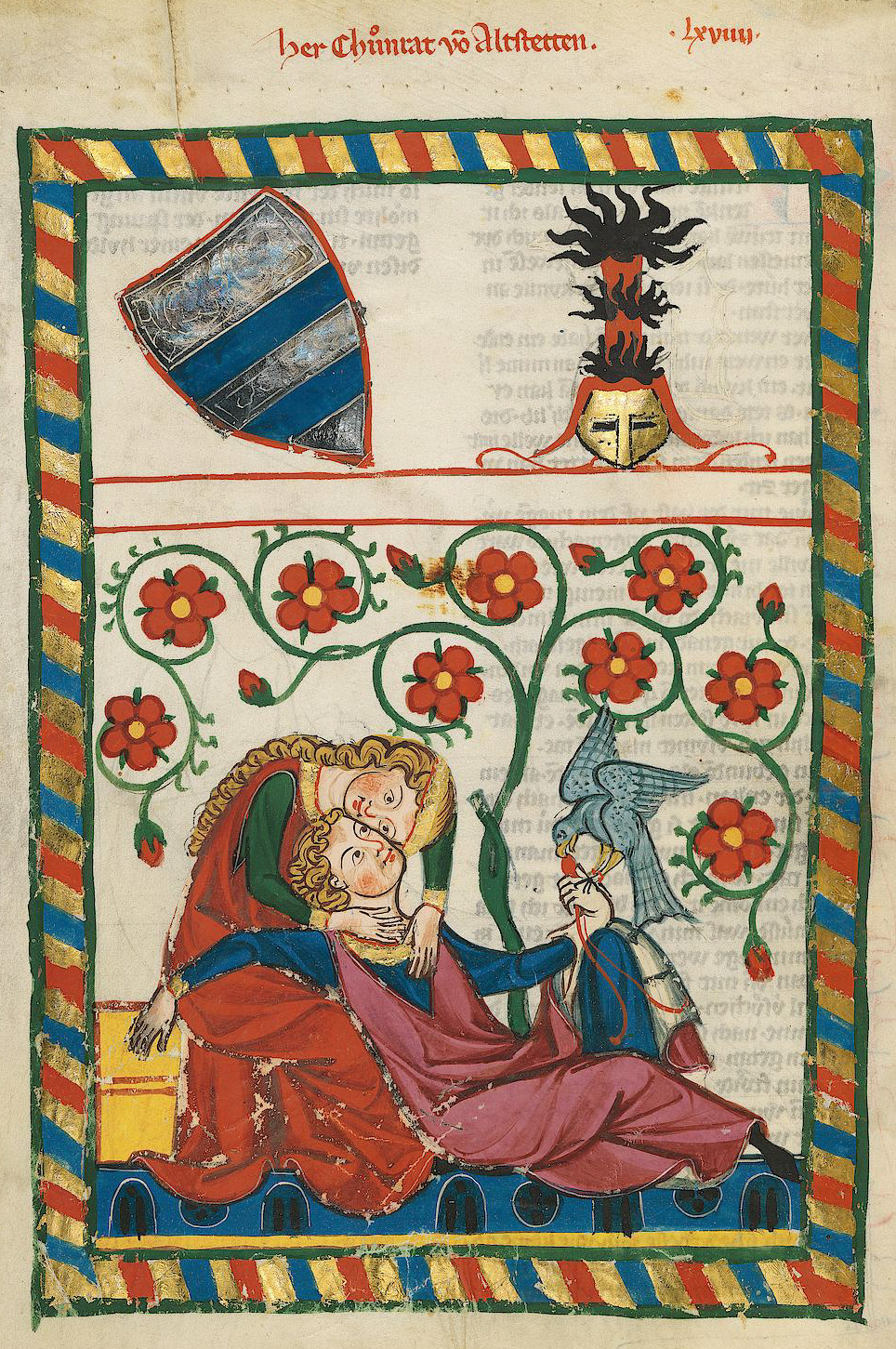
Codex Manesse: Конрад фон Альтштеттен.

Палатинська бібліотека (лат. Bibliotheca Palatina, «Пфальцька Бібліотека») — бібліотека в німецькому місті Гайдельберзі, що була однією з найважливіших бібліотек епохи Відродження в Німеччини й налічувала близько 5000 друкованих книг та 3524 рукописів.

## Історія
У 1430-х роках, курфюрст Людвіг III заснував так звану штифтову бібліотеку (Stiftsbibliothek) в Соборі Святого Духа в Гайдельберзі, оскільки в ньому було добре освітлення для читання. Це зібрання стало ядром Палатинської колекції, заснованої курфюрстом Отто Генріхом в 1550-х, який об'єднав Монастирську бібліотеку з колекціями університетської бібліотеки Гайдельберга та бібліотеки власного замку. Серед найцінніших манускриптів Палатинської бібліотеки були Золотий кодекс з Лорша епохи Карла Великого, Соколина книга (нім. Falkenbuch, De arte venandi cum avibus, cpl 1071), написана Фрідріхом II, та Манесський кодекс (cpg 848).
Потім колекція була розширена за рахунок придбаної бібліотеки Ульріха Фуггера, яка включала, зокрема, ілюстроване Саксонське зерцало (cpg 164). Йосип Скалігер вважав, що  Фуггерівська бібліотека, самі лише манускрипти якої оцінювалися в 80 000 крон, перевершує папську. З такою кількістю цінних манускриптів Палатинська бібліотека була бібліотекою національного значення. Після розширення фондів у XVI столітті, її називали «матір'ю всіх бібліотек».
Курпфальц дуже постраждав у роки Тридцятирічної війни, в 1622 році Гайдельберг було сплюндровано Католицькою лігою, ватажок якої, граф Тіллі, перебував на службі курфюрста Баварії Максиміліана I. Хоча багато книги було пошкоджено або розкрадено під час розграбування міста, Максиміліан вирішив, що буде розсудливо конфіскувати рукописи, що залишилися, й передати їх в дар папі римському Григорію XV «на знак відданості й поваги». Книги, в тому числі особисті книги останнього хранителя бібліотеки Яна Грутера, було переправлено через Альпи до Риму на 200 мулах під наглядом схоласта Аллатіуса.
З 1623 року бібліотека повністю увійшла до Ватиканської бібліотеки, при цьому в кожному томі було збережено аркуш з гербом Віттельсбахів.
За договором в Толентіно (1797), папа передав 37 манускриптів Французькій республіці, які потім зберігалися в паризькій Національній бібліотеці. Після Віденського конгресу, що проголосив «повне повернення предметів мистецтва, вкрадених Францією у інших країн», спірні рукописи було передано до Гайдельберга, а не до Риму.
1816 року Карл Август фон Гарденберг та Ігнац фон Вессенберг переконали папу Пія VII передати 847 манускриптів (переважно німецькою мовою, т. зв. Codex Palatinus Germanicus) бібліотеці Гайдельберзького університетові. Під час святкування 600-річного ювілею університету в 1986 році деякі інші книги із зібрання Палатинской бібліотеки було виставлено в Соборі святого Духа.
Рукописи Палатинської бібліотеки були повністю оцифровані 2009 року й доступні через Інтернет. Книги, що знаходяться в Німеччині, доступні з 1996 року у формі мікрофіш.

## Література

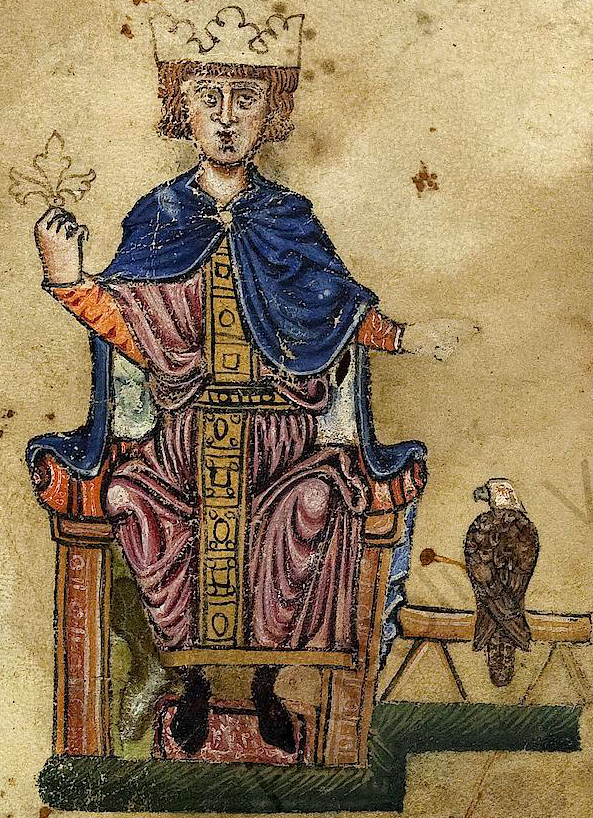
Фрідріх II, зображений у De arte venandi cum avibus